# Ljudmila Wassiljewna Rogatschowa
Ljudmila Wassiljewna Rogatschowa (russisch Людмила Васильевна Рогачёва, engl. Transkription Lyudmila Rogachova; * 30. Oktober 1966 in Lad Balka, Region Stawropol) ist eine ehemalige russische Mittelstreckenläuferin und Olympiazweite.
1991 gewann sie in ihrer Spezialdisziplin, dem 1500-Meter-Lauf, Gold bei den Hallenweltmeisterschaften in Sevilla und Bronze bei den Weltmeisterschaften in Tokio.
Bei den Olympischen Spielen 1992 in Barcelona startete sie für das vereinte Team der GUS und holte über 1500 Meter die Silbermedaille hinter der Algerierin Hassiba Boulmerka (Gold) und vor der Chinesin Qu Yunxia (Bronze).
Nach einem 13. Platz bei den Weltmeisterschaften 1993 in Stuttgart holte sie bei den Europameisterschaften 1994 in Helsinki den Titel über 1500 Meter. Diesmal startete sie auch über 800 Meter und gewann dort Bronze.
Rogatschowa trat über 1500 Meter noch bei zwei weiteren Weltmeisterschaften an: 1995 in Göteborg wurde sie Neunte, 1999 in Sevilla schied sie im Vorlauf aus. Bei den Olympischen Spielen 2000 in Sydney erreichte sie das Halbfinale.